# El Potrero, San Salvador el Verde
El Potrero är en ort i Mexiko.   Den ligger i kommunen San Salvador el Verde och delstaten Puebla, i den sydöstra delen av landet, 70 km öster om huvudstaden Mexico City. El Potrero ligger 2 345 meter över havet och antalet invånare är 204.
Terrängen runt El Potrero är kuperad västerut, men österut är den platt. Runt El Potrero är det tätbefolkat, med 511 invånare per kvadratkilometer. Närmaste större samhälle är San Martin Texmelucan de Labastida, 5,4 km öster om El Potrero. Omgivningarna runt El Potrero är en mosaik av jordbruksmark och naturlig växtlighet.